# Palmar (Uruguay)
Palmar est une ville de l'Uruguay située dans le département de Soriano. Sa population est de 471 habitants.

## Infrastructure
La route 55 est importante dans cette ville.

## Population
| Année | Population |
| ----- | ---------- |
| 1963  | -          |
| 1975  | -          |
| 1985  | 834        |
| 1996  | 703        |
| 2004  | 471        |

Référence,.